# Denis Tristant
Denis Tristant, né le 23 novembre 1964  à Pacy-sur-Eure, est un handballeur international français reconverti entraîneur. Il est notamment médaillé de bronze aux Jeux olympiques de 1992 avec Les Barjots.

## Biographie
En clubs, il est formé au SPN Vernon puis rejoint le Paris UC en 1983. En 1987, il connait sa première sélection en équipe de France et signe à l'US Ivry.
Dès la saison suivante, il continue sa carrière à l'US Créteil, avec comme principal fait d'armes une finale de la Coupe d'Europe des vainqueurs de coupe en 1989. Il évoluera également avec « les Barjots » qui remportent la première médaille du handball français lors des Jeux olympiques de 1992 à Barcelone. Cet été 1992 est particulièrement important puisqu'il décide de mettre un terme à sa carrière internationale à l'issue de cette compétition historique et de quitter Créteil pour le Massy 91 Finances où il termine sa carrière en 1997.
Après sa carrière de joueur, il effectue une carrière d'entraîneur. Tout d'abord à l'AC Boulogne-Billancourt où il succède à Dominique Deschamps en 1998
En 2003, il prend la direction du US Dunkerque et, pour sa première saison, permet au club d'atteindre la finale de la Coupe d'Europe Challenge (C4) en 2004. Cette même année, il est élu meilleur entraîneur de Division 1. Il est écarté de son poste d'entraîneur en 2006 et devient directeur technique de Dunkerque Handball Grand Littoral. 
Il prend ensuite en main les équipes de Le Chesnay (-18), du SMV Porte Normande et d'Angers Noyant Handball en D2. Après une saison difficile à Angers, Denis Tristant avait décidé de tourner la page et de se consacrer à 100% à son poste de sélectionneur du Congo, mais accepte finalement la proposition de l'ES Nanterre pour succéder à Boro Golić. Mais l'aventure tourne puisque Tristant et Nanterre se séparent dès janvier 2012 alors que le club est avant dernier de Pro D2 à 3 points du premier non-relégable.
Il s'est aujourd'hui reconverti dans la restauration,.

## Palmarès

### Club
Joueur
- Finaliste de la Coupe d'Europe des vainqueurs de coupe en 1989
- Vainqueur du Championnat de France en 1989
- Vainqueur de la Coupe de France en 1989
- Vainqueur du Championnat de France de Division 2 en 1993

Entraîneur
- Finaliste de la Coupe d'Europe Challenge (C4) en 2004

### Sélection nationale
- Médaillé d'argent aux Jeux méditerranéens de 1987 à Lattaquié,  Syrie
- Médaille de bronze aux Jeux olympiques de 1992 à Barcelone

### Distinction personnelle
- Élu meilleur entraineur du championnat de France en 2004[8]